# Greve dos jangadeiros
A Greve dos Jangadeiros foi uma importante greve que ocorreu a partir do dia 27 de janeiro de 1881 no Porto de Fortaleza, e culminou com a abolição da escravidão no Ceará em 27 de março de 1884. A greve veio a ser decisiva para a Abolição da Escravidão no Brasil.  

## Causas
No final do século XIX a sociedade cearense estava passando por grandes mudança: a criação de instituições acadêmicas como o Instituto Histórico e Geográfico havia criado uma nova elite intelectual distante dos grandes comerciantes e proprietários de terras e originária das classes médias. Essa elite intelectual, que mais tarde viria a organizar a Sociedade Cearense Libertadora, era bem mais chegada ao abolicionismo. Ao mesmo tempo, o governo liberal sofria de uma séria instabilidade política, o que diminuiu bastante a influência dos escravocratas no governo do estado. 
Uma situação irônica era a de que muitas das pessoas que transportavam escravos para a Província do Ceará eram ex-escravos ou descendentes de escravos, o que diminuía muito a disposição da parte dos jangadeiros em traficar escravos para a província. Ao mesmo tempo a província era uma das que tinham menos escravos o que facilitava muito o trabalho da parte dos abolicionistas.
Ao mesmo tempo muitos escravos lutaram na Guerra do Paraguai o que fez com que muitos militares não quisessem mais reprimir movimentos abolicionistas.

## O confronto
Em 27 de janeiro de 1881 a Sociedade Libertadores Cearense, liderada por João Cordeiro, convocou uma greve de jangadeiros do Porto de Fortaleza. A greve — que atraiu homens e mulheres de todas as classes sociais e idades — foi liderada por José Luis Napoleão, que fechou o porto de Fortaleza ao tráfico de escravos. O ápice da greve foi em 30 de agosto do mesmo ano, quando Torquato Mendes Viana, chefe de policia da capital, tenta embarcar escravos à força no porto da cidade. Os amotinados acabam furtivamente libertando os escravos transportados e fugindo rapidamente. O governo pensa em retaliar, mas sob pressão do 15o batalhão, que era pró abolicionista, ele é obrigado a deixar a situação como está.

## Consequências
Em 1883 Sátiro Dias assume a presidência da província. Ele, um abolicionista, começa negociações com os grevistas e em 25 de março a abolição da escravidão é declarada no Ceará. Com isso, fugas em massa passam a ocorrer para a província, pavimentando o caminho para a abolição da escravidão.